# Laura Tremosa
Laura Tremosa Bonavía (1937, Espolla, Cataluña) es una ingeniera industrial, feminista española, que realizó estudios de ingeniería industrial en la Universidad Politécnica de Cataluña, de Barcelona y también consiguió el doctorado, en 1964, en esa especialidad, y en tecnologías. Fue una pionera española en el campo de las «ciencias duras», fue la primera mujer catalana y la segunda española que obtuvo el título de ingeniera industrial. 

–¿Què recorda d’aquell temps? –Va ser dur, perquè jo sortia d’una escola de monges. A la universitat, no hi havia serveis per a dones i quan enviava el meu currículum per trobar feina em contestaven: «Senyor Lauro Tremosa».

(- ¿Qué recuerda de aquel tiempo? -Fue duro, porque yo salía de una escuela de monjas. En la universidad, no había servicios para mujeres y cuando enviaba mi currículum para encontrar trabajo me contestaban: «Señor Lauro Tremosa».)

Fue activista en el Partido Socialista Unificado de Cataluña, y miembro destacado de la organización de profesionales del PSUC durante el franquismo
Actualmente está jubilada. Ha trabajado en 6 empresas, ha sido responsable de Medio Ambiente del Ajuntament de Badalona, ha estado en una empresa de construcción y también ha sido la Directora de la revista “Automática e Instrumentación”.
Su principal motivación para cursar los estudios de Ingeniería fue por motivos familiares ya que su padre era ingeniero, y también porque era un reto. Como experiencia y recuerdos de su época de estudiante remarca el hecho de no poder destacar demasiado en aquel entorno masculinizado. Con el tiempo acabó teniendo buenos amigos y se casó con un compañero de estudios. El profesorado, en general, era bueno.
Aunque considera que es una carrera útil y sugerente, no sabe si volvería a estudiar lo mismo. Echa de menos un poco de humor y una cierta formación humanística. Destaca, entre las competencias adquiridas, el hecho de haber aprendido a aprender, así como la gran variedad de conocimientos básicos que adquirió, la capacidad de adaptación y de priorización.
El hecho de ser mujer fue un impedimento en los inicios de su vida profesional. Al ser una «rareza» tenía problemas para que la aceptasen. En el momento en que inició su ciclo como Directora de la revista, no promocionó más (ya era la directora). Ha tenido que demostrar más por ser mujer, pero no se ha sentido especialmente discriminada.
La conciliación ha sido complicada y en muchos casos, ha renunciado a aspectos del ámbito familiar. A pesar de ello, no cree haber sido «muy mala madre...».

## Algunas publicaciones

### Libros
- La robòtica a la indústria catalana. Con Daniel Crespo. Editor Catalunya. Departament d'Indústria i Energia. Contribuidores Equipo de Redacción de Revista de Robótica, Asociación Española de Robótica. Sección Territorial de Cataluña. Ed. Generalidad de Cataluña, Dep. de Industria y Energía, 139 pp. ISBN 8439311761, ISBN 9788439311768 (1989)

- La Mujer ante el desafío tecnológico. Vol. 2 de ICARIA ocho de marzo. Edición ilustrada de Icaria Editorial, 78 pp. en línea ISBN 8474261198, ISBN 9788474261196 (1986)

## Honores
- 2016: Premio "Nit de la Robòtica"  a la trayectoria profesional

- Colaboradora y del Consejo Editorial de Automática e Instrumentación en Cetisa[3]

- 2007: coorganizadora de las primeras "Jornades Catalanes de la Dona"[8]